# X.509
X.509 là một tiêu chuẩn của Liên minh Viễn thông Quốc Tế , viết tắt là ITU (Tiếng Anh: International Telecommunication Union) định dạng chuẩn cho chứng chỉ khóa công khai. Chứng chỉ X.509 được sử dụng trong nhiều giao thức Internet, bao gồm TLS/SSL, là cơ sở cho HTTPS, giao thức an toàn để duyệt web. Chúng cũng được sử dụng trong các ứng dụng ngoại tuyến, như chữ ký điện tử.
X.509 dựa trên X.500, mà bản thân X.500 còn chưa được định nghĩa hoàn hảo. Kết quả là chuẩn X.509 đang được diễn giải theo một số cách, tùy theo công ty cung cấp quyết định sử dụng như thế nào. X.509 lần đầu tiên được công bố vào năm 1988, và các phiên bản tiếp theo đã được đưa ra để giải quyết các vấn đề an toàn, đây cũng là sự cố xảy ra bất ngờ ngay lần công bố đầu tiên.
X.509 hỗ trợ cả hai mã bí mật (mã đơn) và mã công khai. X.509 định nghĩa các nội dung về một chứng thực, bao gồm số phiên bản, số serial, ID chữ ký, tên công bố, thời điểm có hiệu lực, định nghĩa chủ đề, phần mở rộng và chữ ký trên các trường trên.
Về cơ bản, một người có trách nhiệm chứng nhận sẽ đặt khóa công khai của một người nào đó có nhu cầu chứng thực vào thủ tục chứng thực và sau đó xác thực lại bằng khóa riêng. Điều nầy bắt buộc khóa và thủ tục chứng thực phải luôn đi kèm với nhau. Bất cứ ai cần dùng khóa công cộng của một đối tượng nào đó đều có thể mở thủ tục chứng thực bằng khóa công cộng của các đối tượng nầy do người có trách nhiệm chứng thực cung cấp (các khóa công cộng nầy được ký hoặc khóa bằng khóa riêng của người có trách nhiệm chứng thực). Vì vậy, người sử dụng phải tin rằng người có trách nhiệm chứng thực sẽ bảo đảm việc hợp lệ hóa người chủ của khóa công khai và thực sự khóa công khai ở đây chính là khóa công khai của người có trách nhiệm chứng thực. Đây chính là lãnh địa của các PKI (public-key infrastructures). PKI là một kiến trúc phân cấp những đối tượng có trách nhiệm xác minh các khóa công khai lẫn nhau